# Mosquée de Jamkaran
La mosquée de Jamkaran, (en persan : مسجد جمکران,) est une mosquée située à Jamkaran (en) en périphérie de Qom. La mosquée Jamkaran est l'une des plus importantes mosquées chiites. Cette mosquée a été construite par l'ordre de Muhammad al-Mahdi, le douzième imam des chiites, au quatrième siècle de calendrier hégirien.

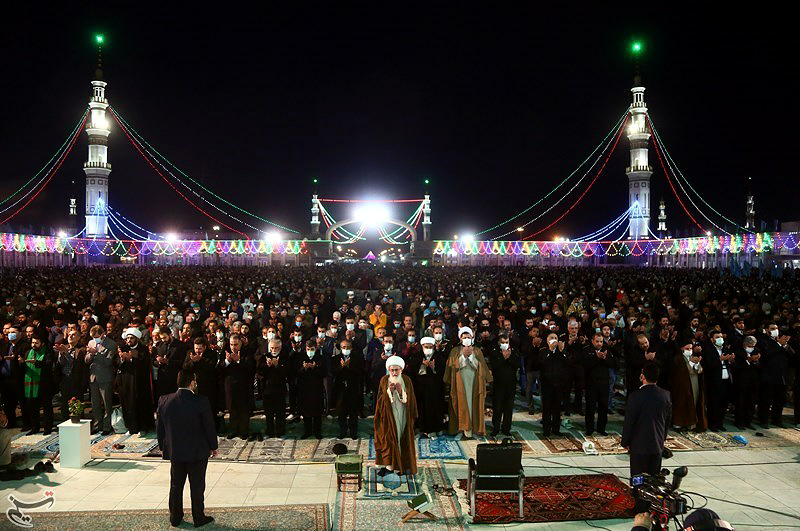
Salat al-jama'ah, anniversaire de Muhammad al-Mahdi (mars 2022).

Chaque année, plus de 15 millions de personnes viennent à cette mosquée. Cette mosquée est très fréquentée le mardi soir,.

## Galerie

mosquée de Jamkaran
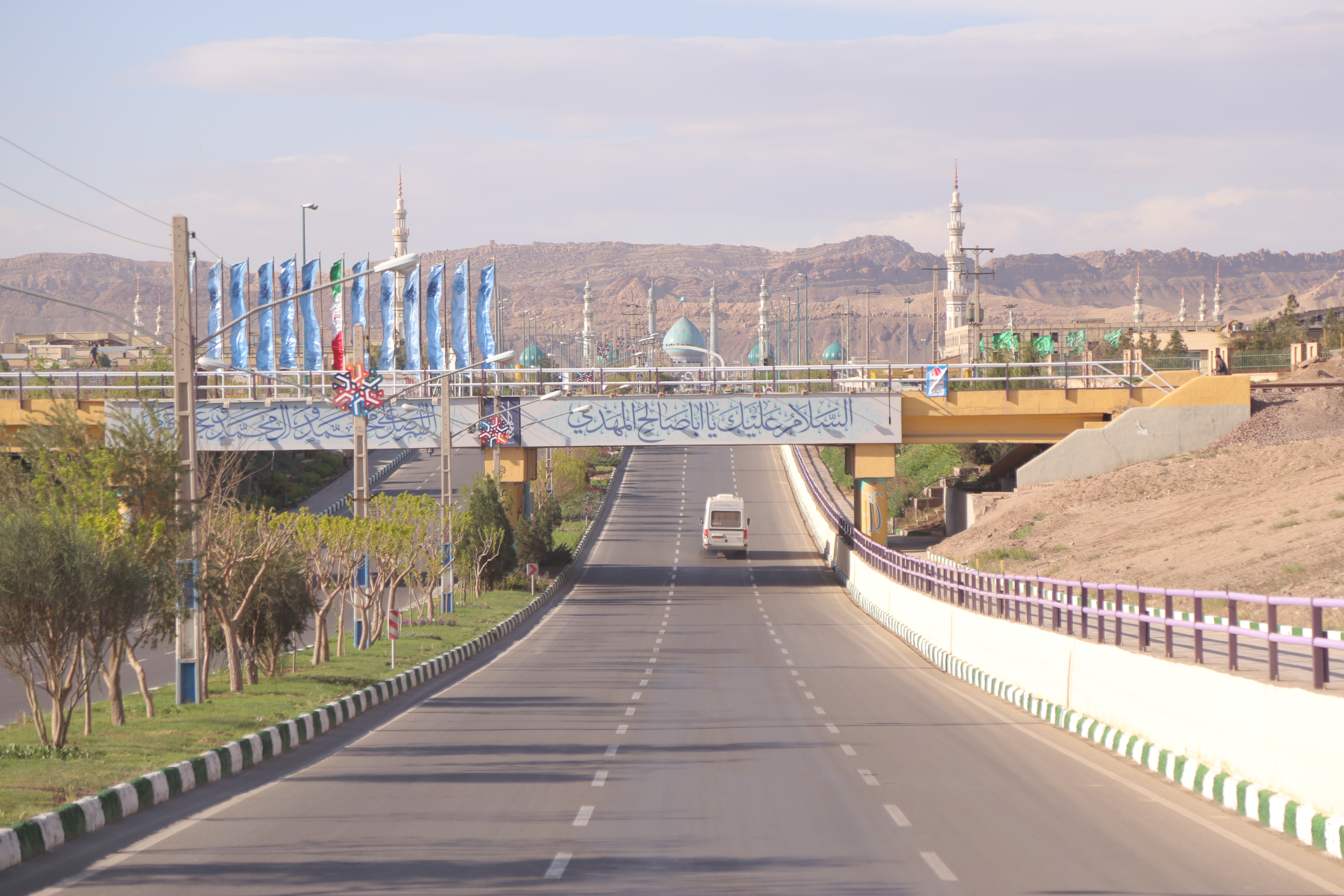
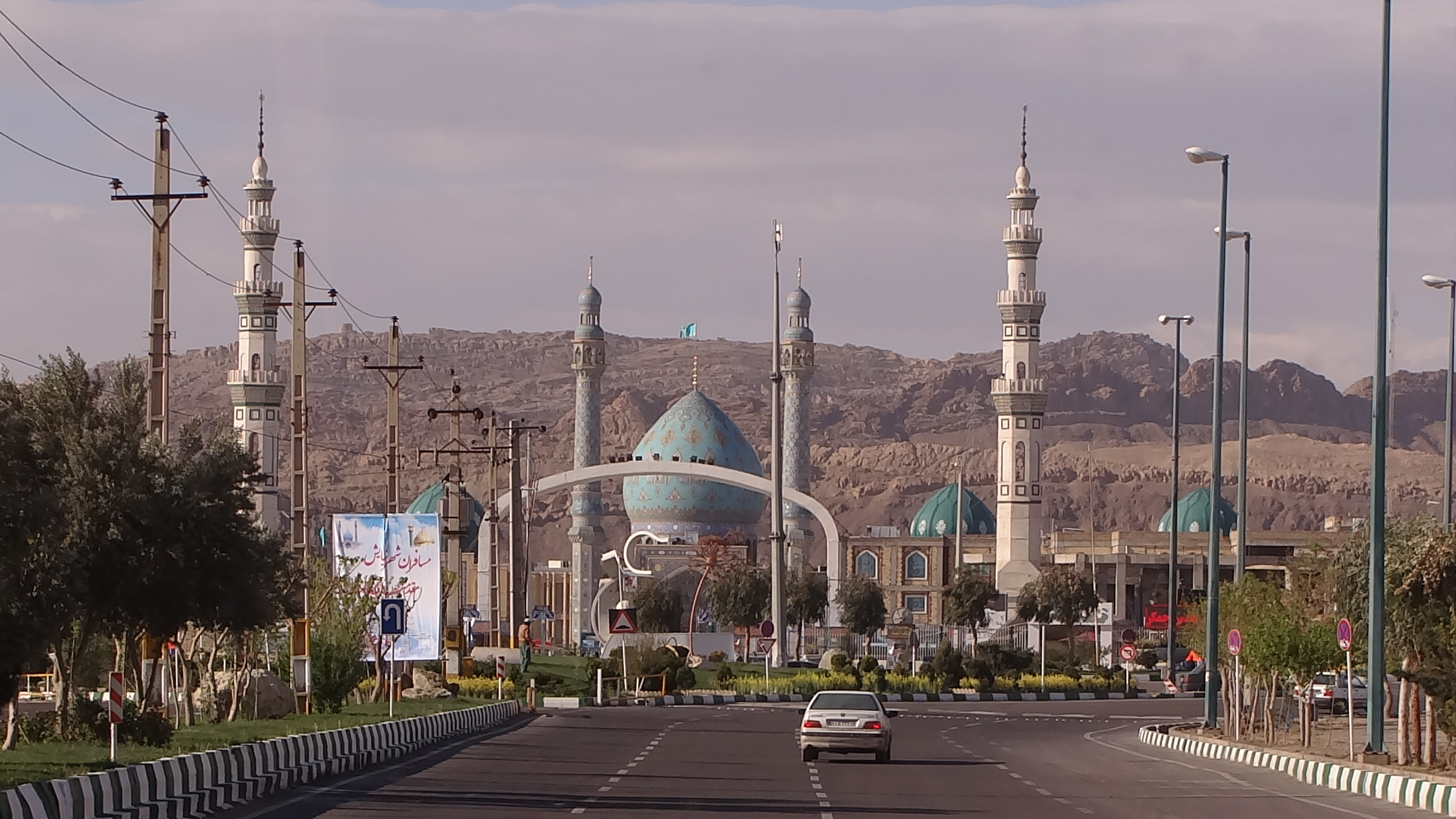
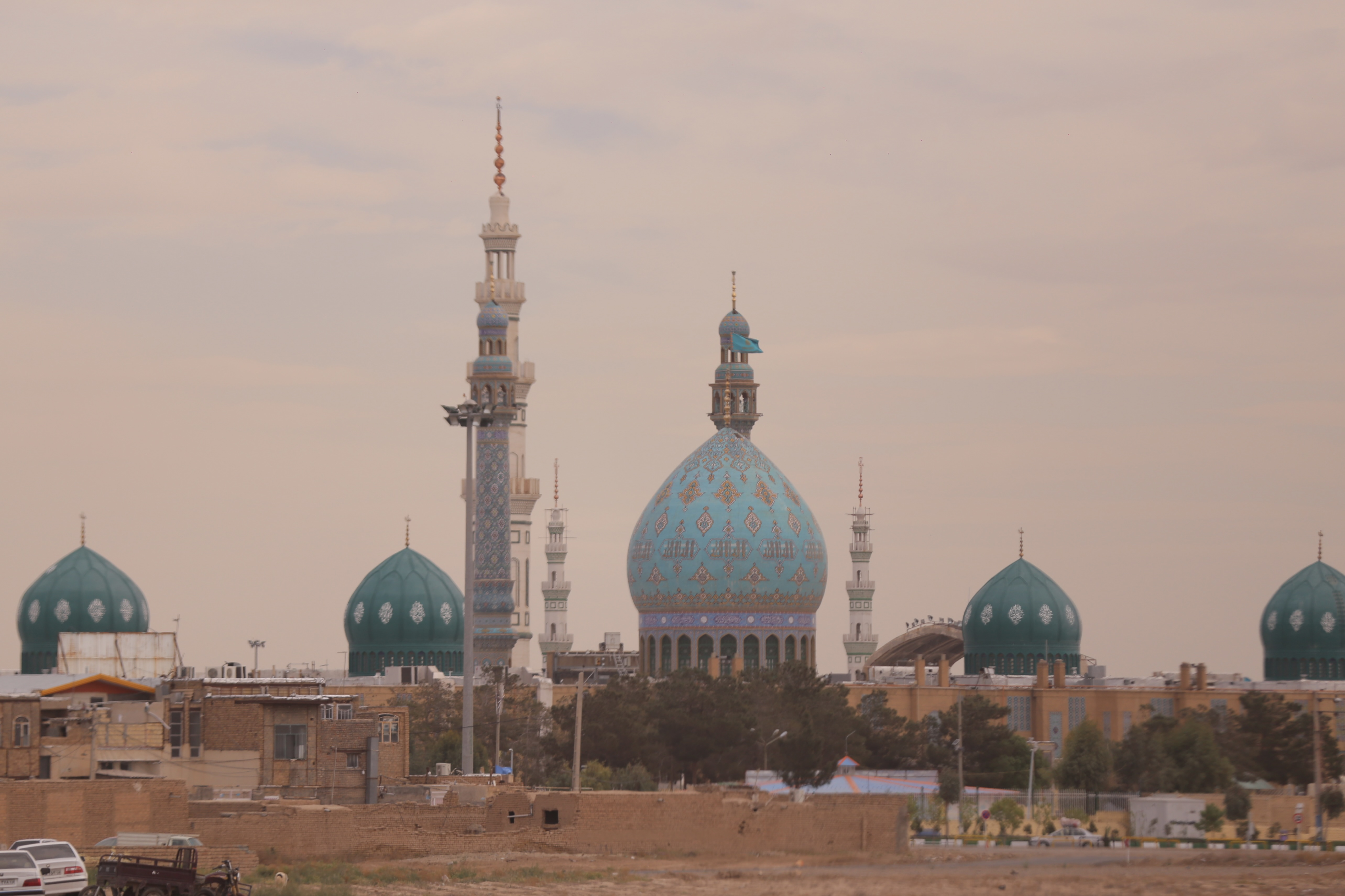
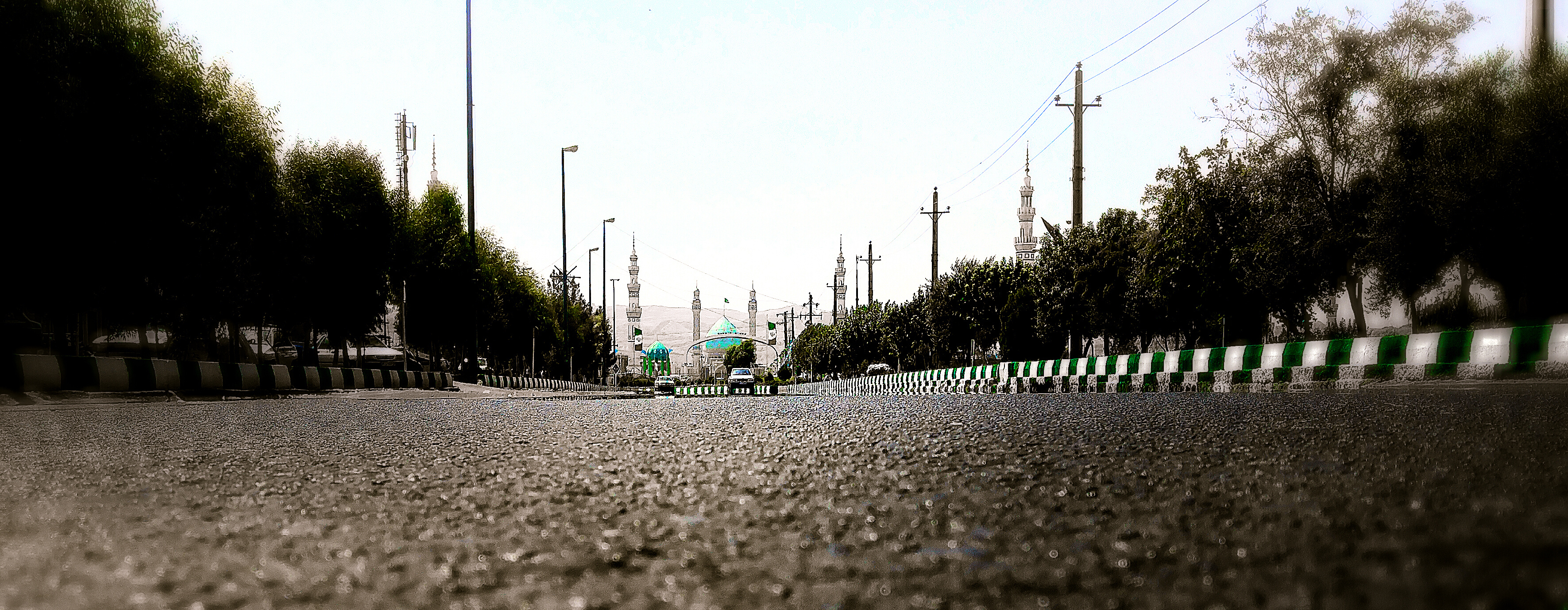
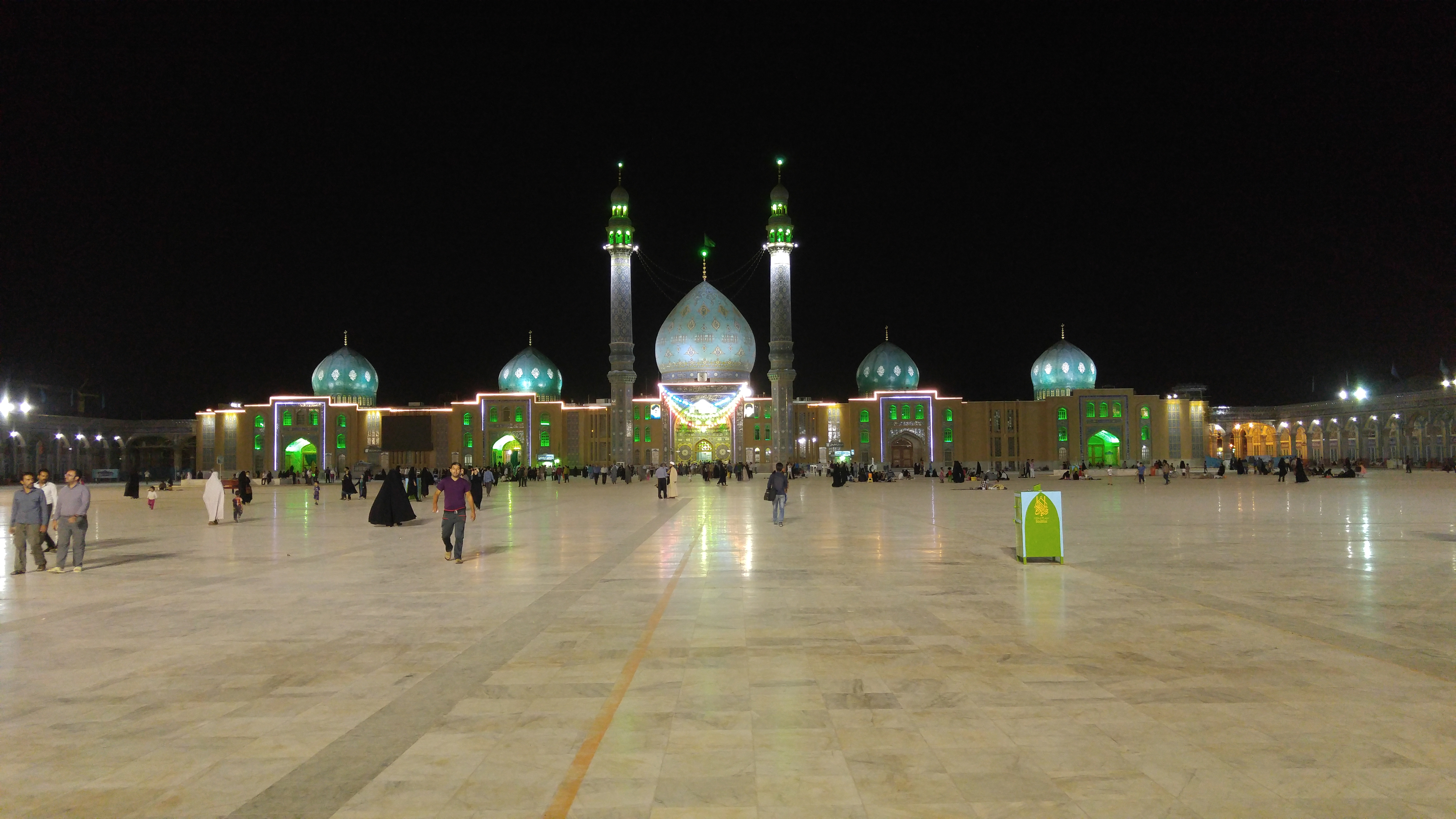
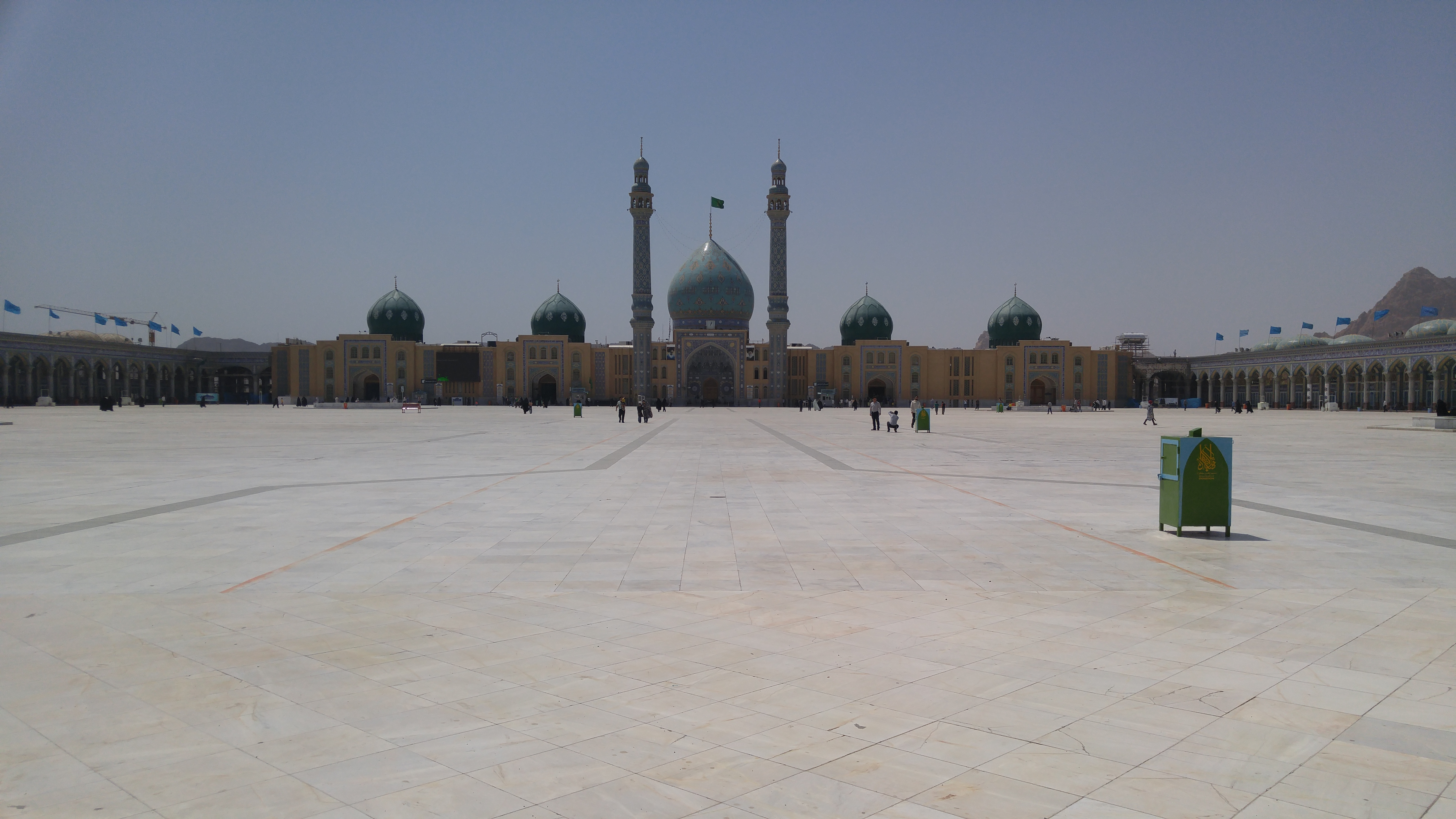
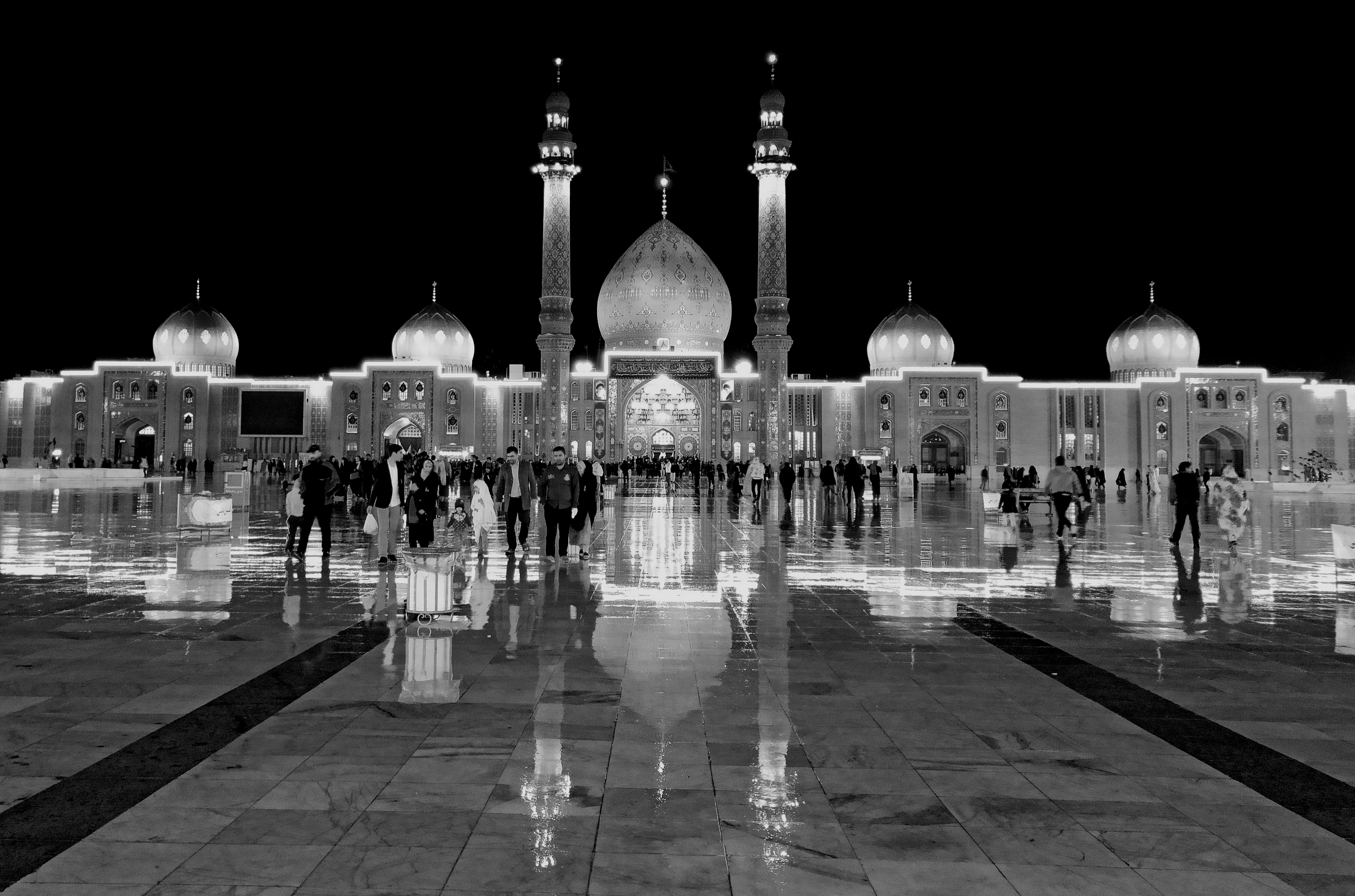
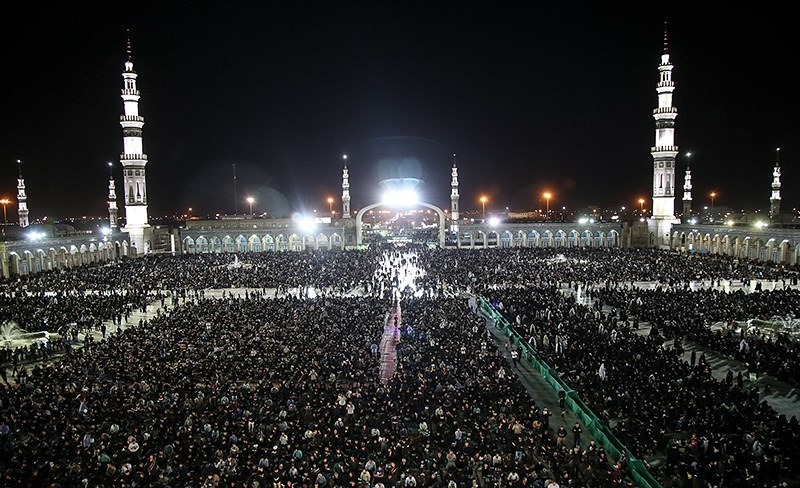
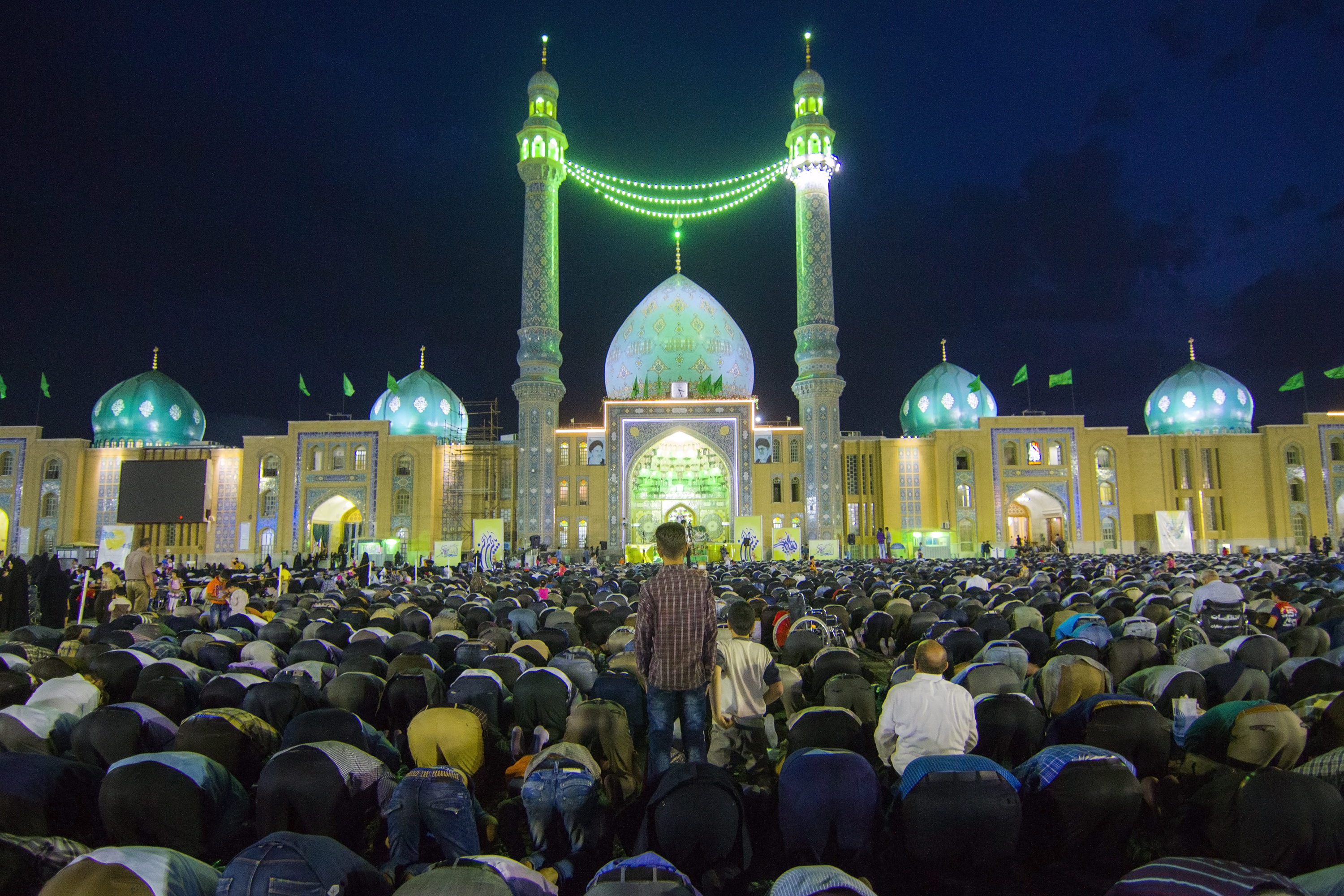
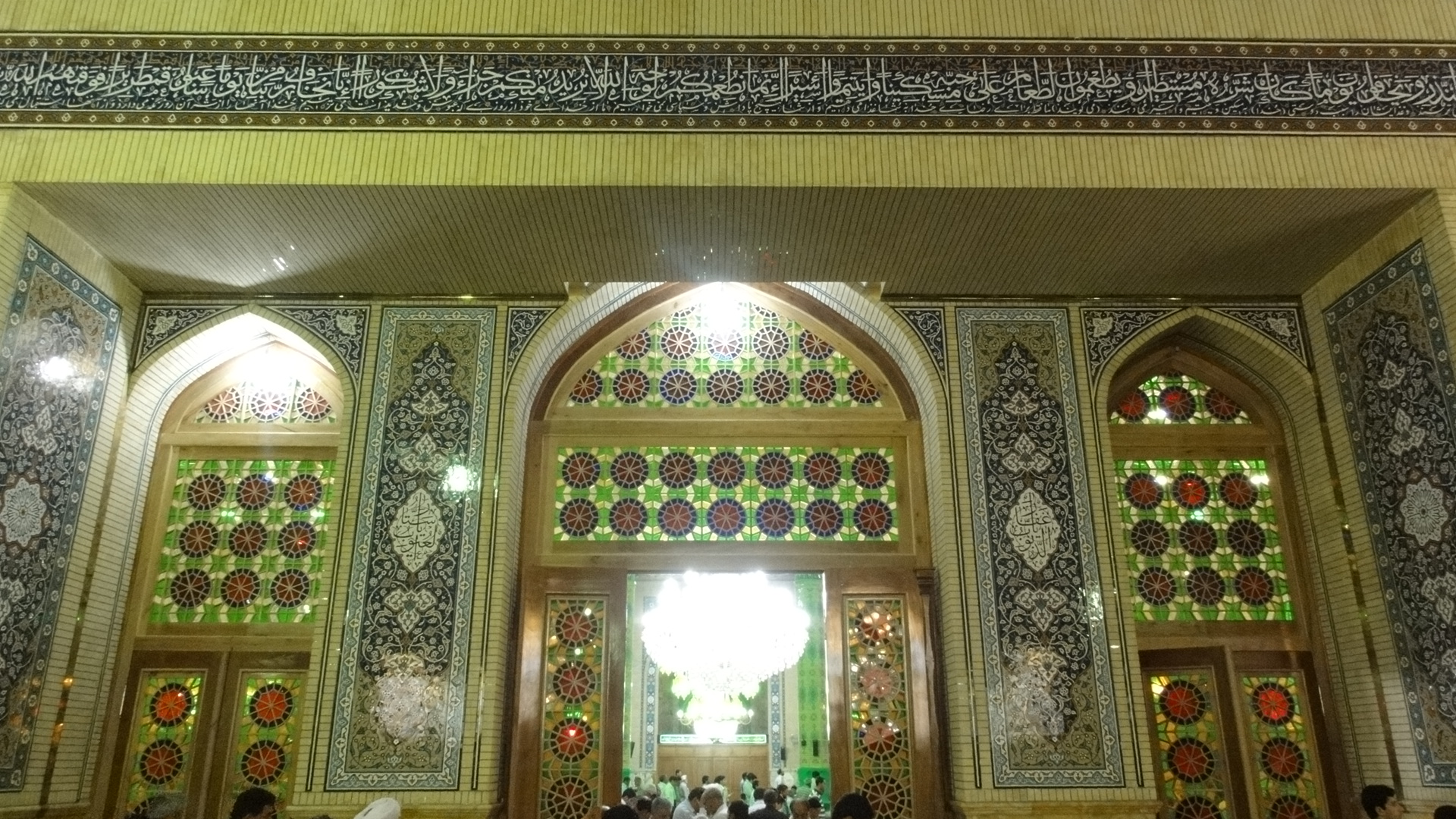
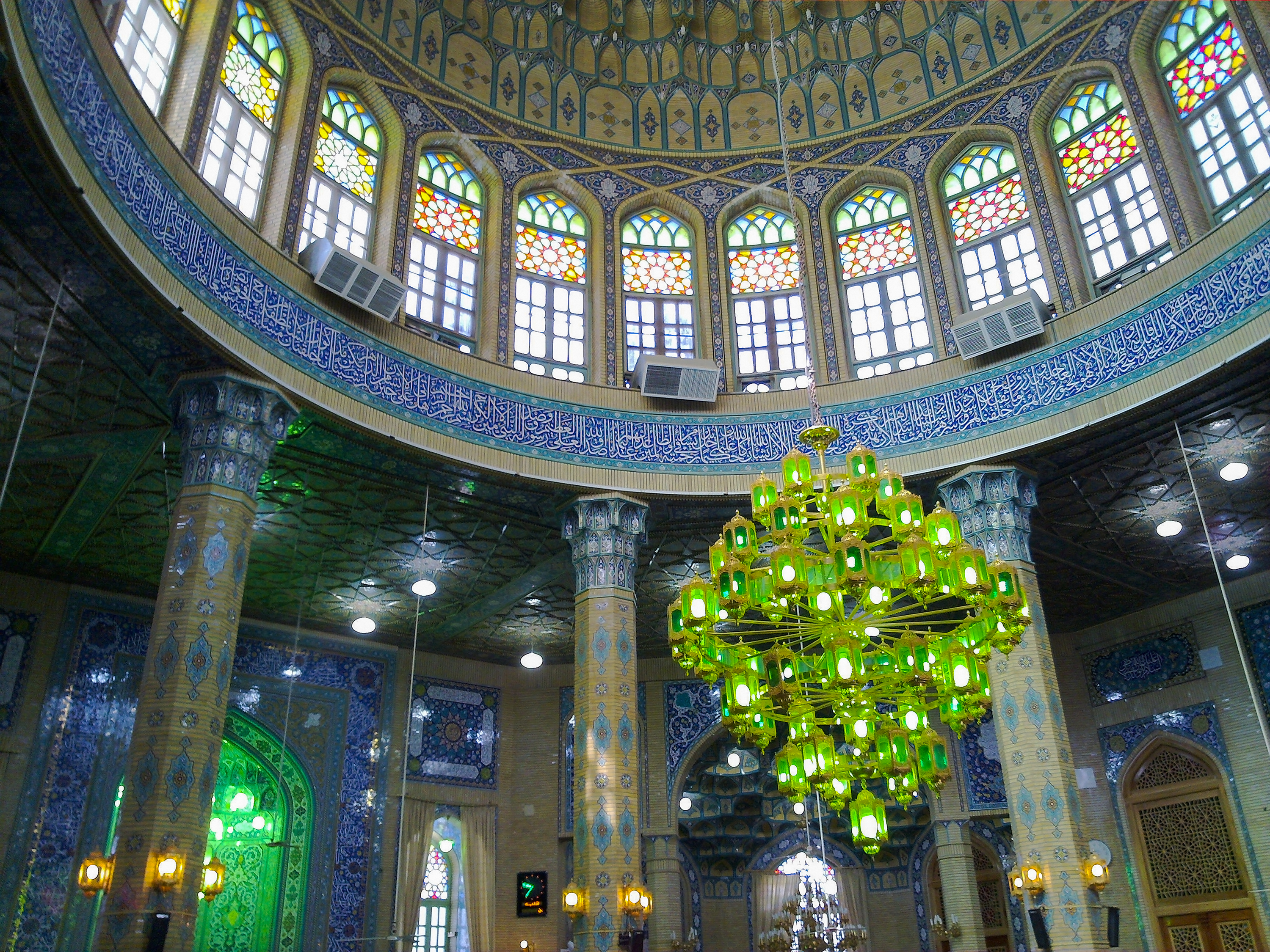
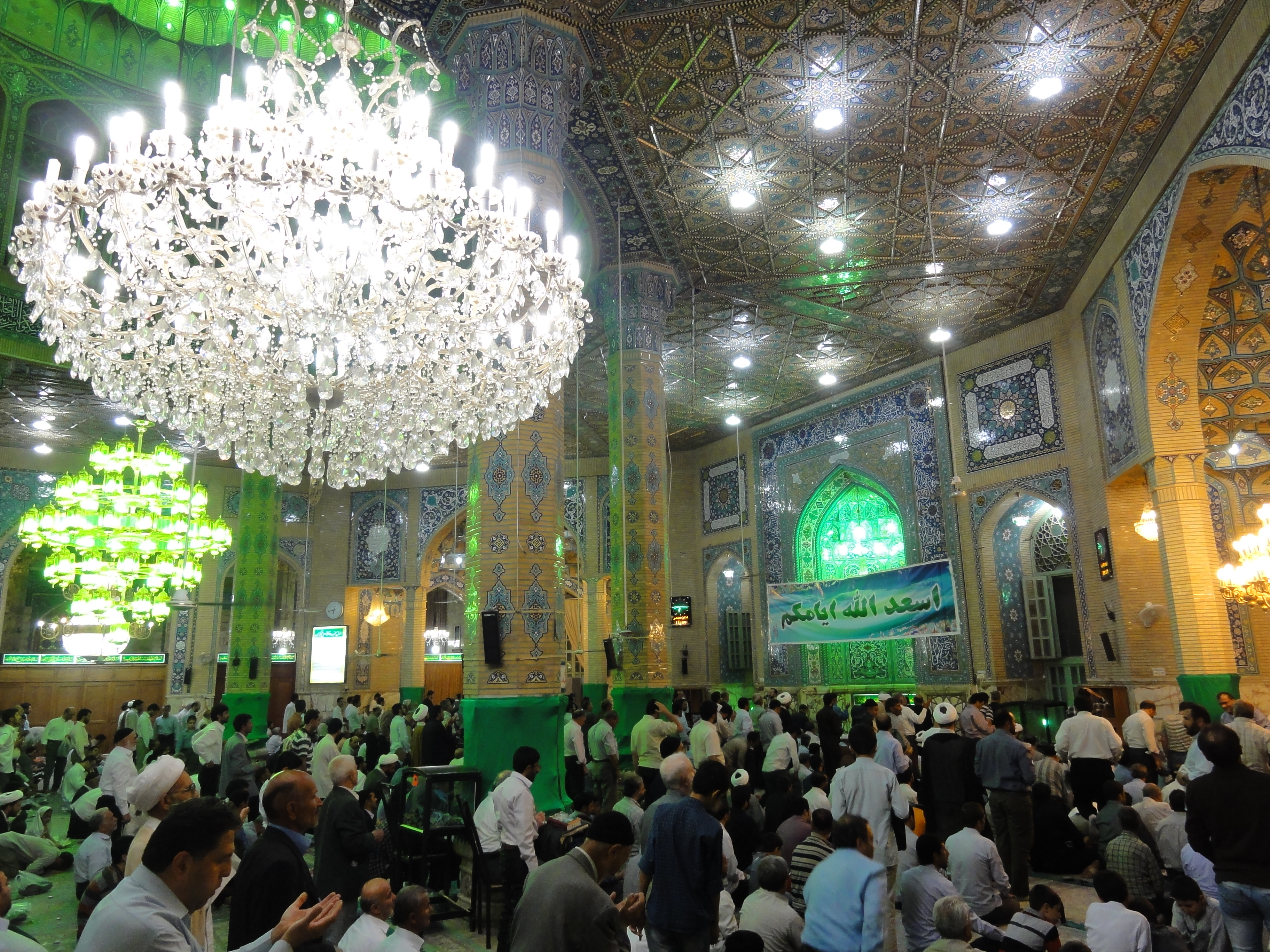